# Kristianstad (region)

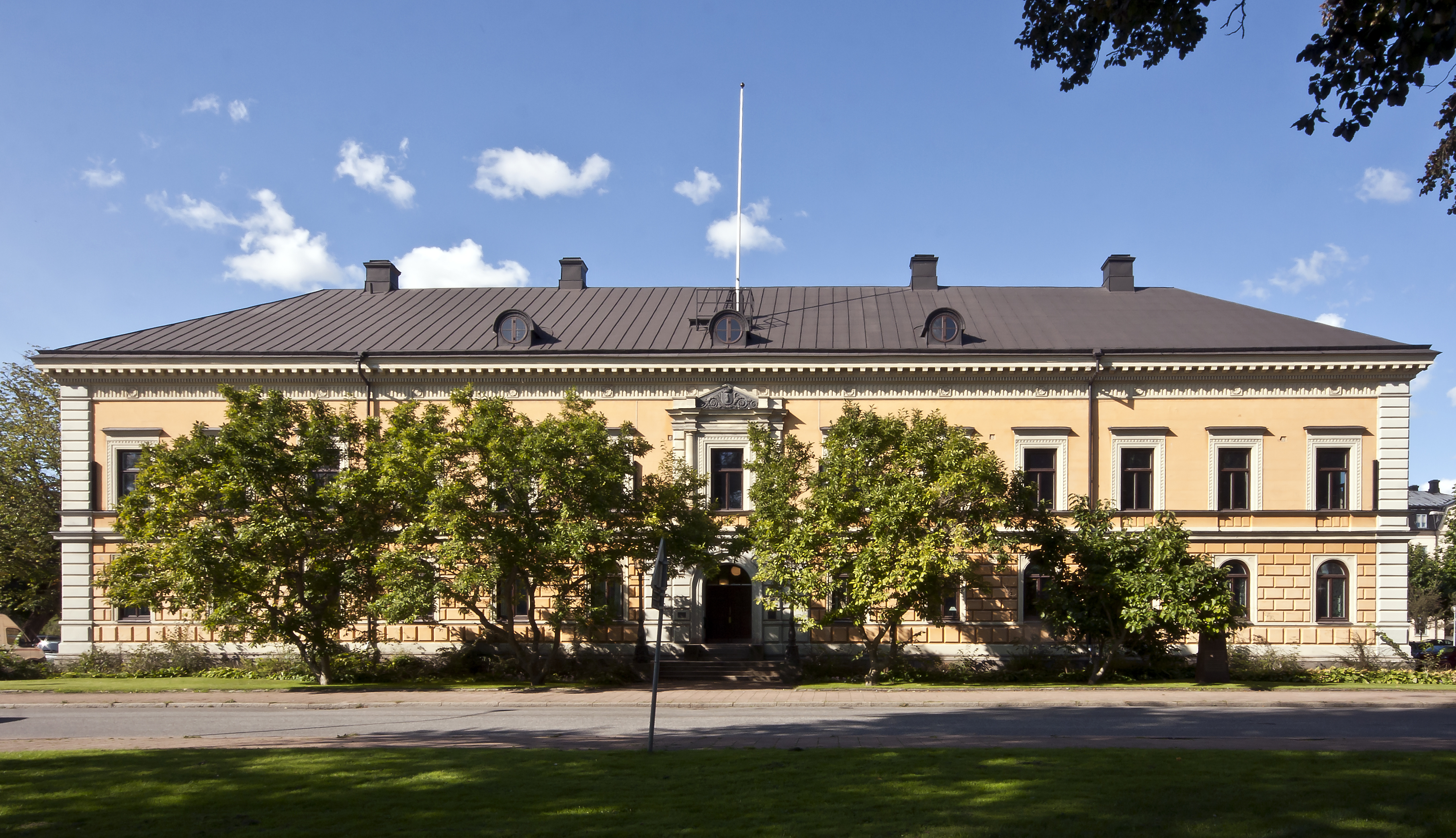
Rezydencja landshövdinga regionu administracyjnego Kristianstad (1860–1996)

Kristianstad (szw. Kristianstads län) – szwedzki region administracyjny (län), istniejący w latach 1719–1996. Siedzibą władz regionu (residensstad) był Kristianstad.
Region administracyjny Kristianstad został zniesiony 31 grudnia 1996 i połączony z dotychczasowym regionem Malmöhus (Malmöhus län), tworząc region administracyjny Skania (Skåne län).

## Geografia
Region administracyjny Kristianstad obejmował północną i południowo-wschodnią część prowincji historycznej (landskap) Skania. W granicach regionu leżała także parafia Östra Karup (Östra Karups socken), położona w granicach Hallandu.
Graniczył z regionami administracyjnymi: od południowego zachodu z Malmöhus, od północy i północnego wschodu z Hallandem, Kronobergiem i Blekinge oraz na wschodzie i północnym zachodzie z Morzem Bałtyckim.

### Demografia
W 1995 Kristianstads län liczył 294 709 mieszkańców, gęstość zaludnienia wynosiła 48,7 mieszkańców na km².

## Gminy i miejscowości

### Gminy
Region administracyjny Kristianstad od 1974 był podzielony na 13 gmin:
| - Ängelholm - Åstorp - Båstad - Bromölla - Hässleholm - Klippan - Kristianstad - Örkelljunga - Osby - Östra Göinge - Perstorp - Simrishamn - Tomelilla |

### Miejscowości o statusie gminy miejskiej (1970)
Przed wprowadzeniem w życie 1 stycznia 1971 reformy administracyjnej następujące miejscowości posiadały status miasta:
- Hässleholm
- Kristianstad
- Simrishamn
- Ängelholm